# Capasa plagicosta
Capasa plagicosta är en fjärilsart som beskrevs av W. Warren 1909. Capasa plagicosta ingår i släktet Capasa och familjen mätare. Inga underarter finns listade i Catalogue of Life.